# Hausagenet
De Hausagenet (Genetta thierryi) is een roofdier uit de familie van de civetkatachtigen (Viverridae). 

## Verspreiding
Deze soort komt voor op de savanne in het westen van Afrika, van Senegal tot het gebied ten zuiden van het Tsjaadmeer.